# Yasmina Akrari
Yasmina Akrari (Torino, 31 agosto 1993) è una pallavolista italiana, centrale del Pinerolo.

## Carriera

### Club
Yasmina Akrari, nata da madre italiana e padre marocchino, inizia la propria carriera nella stagione 2009-10 nella Lilliput di Settimo Torinese, in Serie B2, club a cui resta legata per otto annate, giocando in Serie B1 dalla stagione 2010-11 e in Serie A2 dalla stagione 2015-16.
Nella stagione 2017-18 viene ingaggiata dal Chieri '76, in Serie A2: con la squadra piemontese, al termine del campionato, ottiene la promozione in Serie A1, categoria dove milita vestendo la stessa maglia a partire dall'annata 2018-19.
Nella stagione 2020-21 torna a disputare la serie cadetta, trasferendosi al Pinerolo, con cui, alla fine dell'annata 2021-22, conquista la promozione in Serie A1, dove gioca, con lo stesso club, dal campionato 2022-23.

### Nazionale
Nel 2024 ottiene le prime convocazioni nella nazionale italiana.